# Генріх Георг Вінтер
Генріх Георг Вінтер (нім. Heinrich Georg Winter; 1 жовтня 1848 — 16 серпня 1887) — німецький міколог та ботанік. 

## Біографія
Генріх Георг Вінтер народився 1 жовтня 1848 року в Лейпцигу. Батько Вінтера, Адольф, був видавцем книг. Георг навчався у Школі Святого Томи у Лейпцигу, одночасно працював у видавництві свого батька. Згодом Вінтер став працювати в іншому книжковому магазині в Лейпцигу. Георг Вінтер зацікавився ботанікою та мікологією. Деякий час він жив у Гіссені, де збирав зразки грибів. У 1873 році він опублікував статтю Verzeichniß der im J. 1 869 in der Flora von Gießen gesammelten Pilze у журналі Berichten der Oberhess. Gesellsch. für Natur- und Heilkunde. У ній був приведений список видів грибів, виявлених Вінтером у 1869 році. У 1870 році він почав навчатися у Лейпцизькому університеті, згодом перейшов у Мюнхенський університет, у 1873 році закінчив Університет Галле. У тому ж році він став доктором філософії Лейпцизького університету захистивши дисертацію на тему Die deutschen Sordarien. З 1876 до 1883 року Вінтер викладав ботаніку в Цюрихському політехнічному інституті. Він опублікував багато праць у журналі Hedwigia. У 1879 році Вінтер замінив хворого Готтлоба Рабенгорста на посаді головного редактора цього журналу, працював у цій якості до своєї смерті. У співавторстві із ботаніками Генріхом де Барі та Генріхом Ремом він видав книгу Die Pilze Deutschlands, Oesterreichs und der Schweiz. 
Георг Вінтер помер у Лейпцигу 16 серпня 1887 року в віці 38 років від ускладнень, викликаних катаральним запаленням слизової оболонки кишечника. 

## Окремі наукові праці
- Winter, G. (1873). Die deutschen Sordarien. Abh. naturf. Ges. Halle 13(1): 65—107.
- Winter, G. (1875). Zur Anatomie einiger Krustenflechten. Flora 58: 129—139.
- Winter, G. (1876). Ueber die Gattung Sphaeromphale. Jahrb. f. wiss. bot. 10: 245—274.
- Winter, G. (1877). Lichenologische Notizien. Flora 60: 177—184, 193—203, 209—214.
- Winter, G. in Schenk A. (1879—1890) Handbuch der Botanik.
- Winter, G. in Rabenhorst L. (1880—1887) Kryptogamen-Flora von Deutschland, Oesterreich und der Schweiz ed. 2, vol. 1 (1—2).
- Winter, G. (1881). Notizien über einige Discomyceten. Hedwigia 20: 65—72.
- Winter, G. (1884—1885). Contributiones ad floram mycologicam lusitanicam. Bol. Soc. Brot. 2: 32—57, 3: 50—64.
- Winter, G. (1884—1887). Exotische Pilze. Flora 67: 259—267, Hedwigia 24: 21—35, 25: 92—104, 26: 6—18.
- Winter, G. (1885). Beiträge zur Pilzflora von Missouri. Hedwigia 24: 177—214.
- Winter, G. Fungi in Henriques J. (1886) Flora de São Thomé.
- Winter, G. (1886). Fungi in insula S. Thomé lecti. 20 pp.
- Winter, G. et al. in Neumayer G.B. (1890) Die internationale Polarforschung vol. 1.

## Роди грибів, названі на честь Г. Вінтера
- Mycowinteria Sherwood, 1986
- Winterella Berl., 1893, nom. illeg. [syn.  Nitschkia P.Karst., 1873]
- Winterella (Sacc.) Kuntze, 1891, nom. dub.
- Winteria Sacc., 1878 [syn.  Selinia P.Karst., 1876]
- Winteria (Rehm) Sacc., 1883, nom. illeg. [syn.  Mycowinteria Sherwood, 1986]
- Winterina Sacc., 1891, nom. dub.
- Winterina Sacc., 1899, nom. illeg. [syn.  Nitschkia P.Karst., 1873]
- Winteromyces Speg., 1912 [syn.  Gibbera Fr., 1825]